# 湯米·史密夫 (1990年)
托马斯·杰斐逊·"汤米"·史密斯（英語：Thomas Jefferson "Tommy" Smith，1990年3月31日—）是一个英国出生的新西兰足球运动员，自从他在伊普斯维奇学院受训完结为止，他已经是一个左侧的防守球员，最擅长左后卫或左后卫。目前效力英格兰足球冠军联赛的葉士域治。

## 生平

### 球會
史密夫出身於葉士域治青訓系統，於2007年8月簽署首份三年職業合約。他在2007/08年赛季大部分时间被外借到英格兰足球协会全国联赛的史提芬納治。他首次代表伊普斯维奇城上阵是2008年8月9日对普雷斯顿的一仗。2010年1月7日史密夫獲外借到英甲球會賓福特，直到3月15日被召回前合共為賓福特上陣8場。
2010/11年球季初期史密夫一直擔當球隊正選，為葉士域治上陣26場。但當保羅·祖維爾（Paul Jewell）在201年1月上任領隊後，史密夫沒有再獲派上陣。2011年3月17日他再被借用到英甲球會高車士打直到球季結束。

### 國家隊
史密夫在英格蘭柴郡麦克莱斯菲尔德（Macclesfield）出生，曾代表英格蘭U17及U18參加國際賽，並曾參加在南韓舉行的2007年世少盃。
史密夫於1998年隨同家庭移居紐西蘭，因而擁有雙重國籍。他就讀於「韋斯歷克男子高校」（Westlake Boys High School）及入選學校足球隊，並曾參加紐西蘭國家青訓系統（national youth development systems），其後返回英格蘭展開職業足球事業。於紐西蘭國家隊取得2010年世界盃決賽週參賽資格後，史密夫表示願意代表紐西蘭參賽；於2010年3月3日在洛杉矶0-2負於墨西哥的友誼賽首次上陣。史密夫順利入選紐西蘭的世界盃23人參賽名單，並以正選身份出席紐西蘭全部3場分組賽的每一分鐘賽事。